# Homodotis amblyterma
Homodotis amblyterma là một loài bướm đêm trong họ Geometridae.